# جون كرايغ
جون كرايغ هو صحفي وسياسي كندي، ولد في 1843 في مقاطعة أنترم في المملكة المتحدة، وتوفي في 6 سبتمبر 1898 في كندا. حزبياً، نشط في الحزب الليبرالي في أونتاريو ‏. وقد انتخب عضو برلمان مقاطعة أونتاريو.